# 阿部宗兵衛
阿部 宗兵衛（あべ そうべえ、天保2年（1831年） - 慶応2年7月28日（1866年9月6日））は、幕末期の長州藩の藩士。名は吉道。姓は安部とも。

## 生涯
天保2年（1831年）、周防国山口に生まれる。文久3年（1863年）、奇兵隊に入隊し、司令官の一人として元治元年（1864年）12月の高杉晋作による長州藩の俗論党に対する功山寺挙兵で活躍した。
慶応2年（1866年）、第二次長州征伐が起こると、阿部は豊前国小倉において高杉や山縣有朋らと共に小笠原長行が指揮する幕府の大軍と戦って奮戦したが、大谷越の戦いで重傷を負った。治療のために下関に戻されたが間もなく死去した。享年36。
明治35年（1902年）、正五位を追贈された。